# Čečelice
Čečelice település Csehországban, a Mělníki járásban. Čečelice Konětopy, Dřísy, Všetaty, Malý Újezd, Kropáčova Vrutice, Sudovo Hlavno, Liblice és Byšice településekkel határos. Lakosainak száma 687 fő (2024. január 1.).

## Népesség
A település lakosságának változását az alábbi diagram mutatja:
| Lakosok száma | 723  | 780  | 953  | 789  | 673  | 611  | 640  | 654  | 669  | 687  |
|               | 1869 | 1900 | 1921 | 1961 | 1980 | 2011 | 2016 | 2019 | 2021 | 2024 |